# حارة الجامعة (صنعاء)
حارة الجامعة هي إحدى حارات حي معين بمديرية معين إحد مديريات العاصمة اليمنية صنعاء، بلغ تعداد سكانها 2305 نسمة حسب تعداد اليمن لعام 2004.